# Groen dak

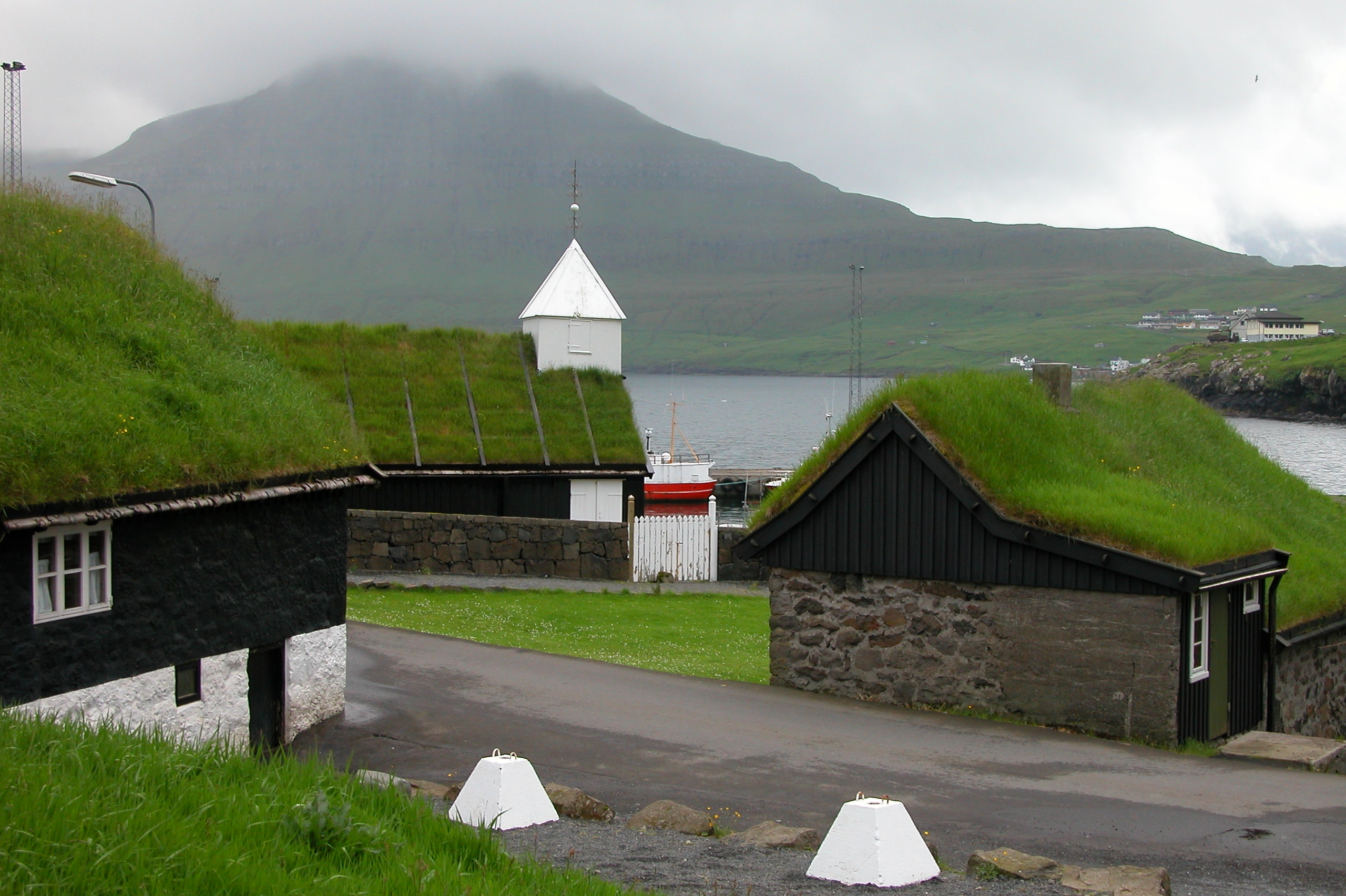
Huizen met grasdak in (Eysturoy Faeröer)

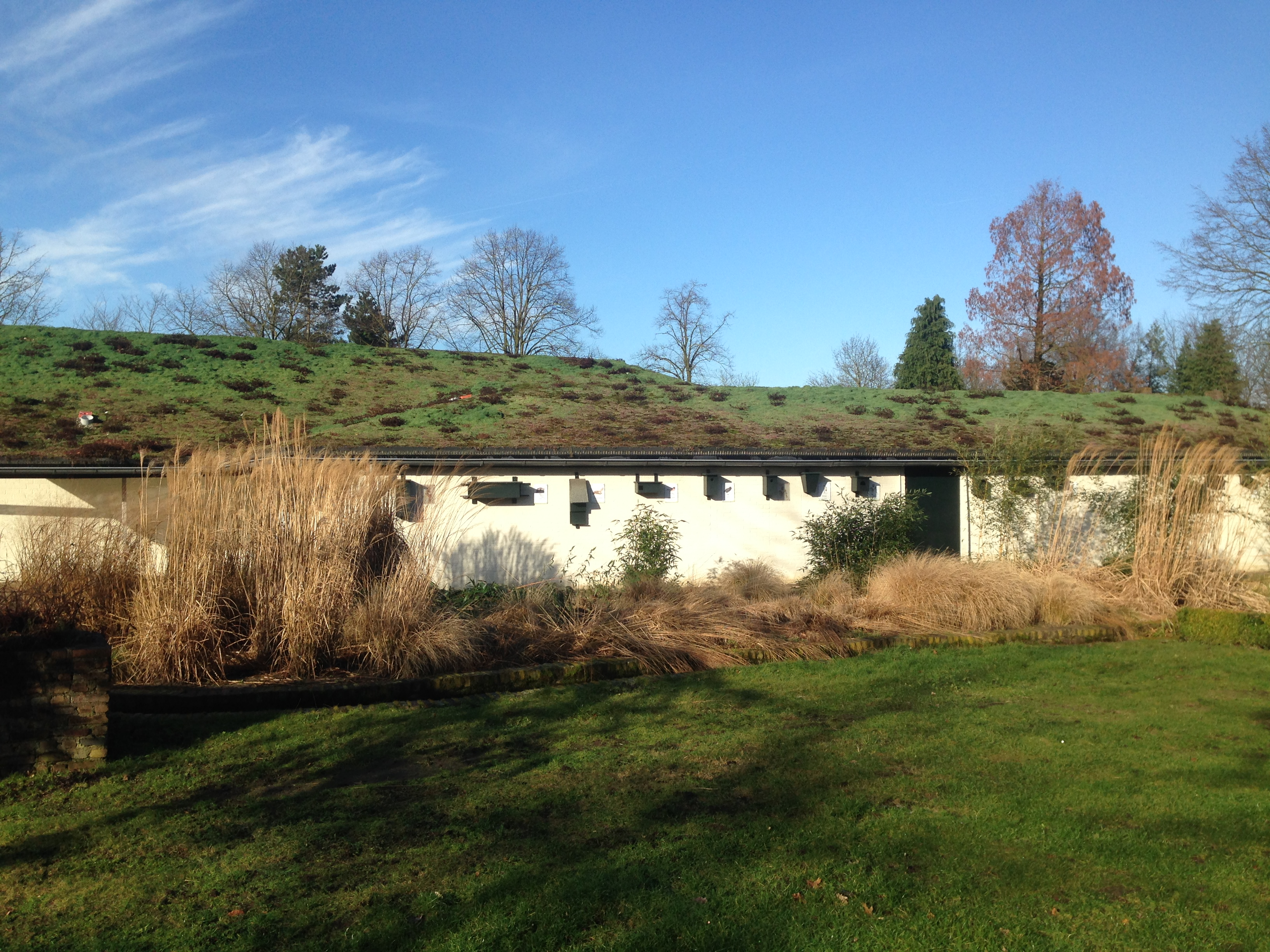
Museum Klok & Peel, Asten

Groene daken of vegetatiedaken zijn platte of hellende daken met begroeiing. Een meer formele benaming is "begroeid dak" of "dakbegroeiing", waarbij vervolgens onderscheid gemaakt kan worden tussen "intensief" en "extensief" begroeide daken.
De begroeiing kan bestaan uit vetplanten zoals vetkruid (sedum), kruiden, mos en/of gras (extensieve begroeiing). Ook struiken en bomen zijn bij bepaalde constructies mogelijk (intensieve begroeiing). Een groen dak is multifunctioneel inzetbaar en kent verschillende functies geoormerkt met de kleuren rood (recreatie), geel (energie opwekken), blauw (waterberging) en vanzelfsprekend groen.

## Geschiedenis
Het toepassen van begroeiingen op daken en andere bouwdelen werd in de oudheid regelmatig toegepast. Klassieke bouwmethoden zoals men aantrof bij de plaggenhutten zijn hier een goed voorbeeld van. Een ander welbekend voorbeeld zijn de mythische Hangende tuinen van Babylon.

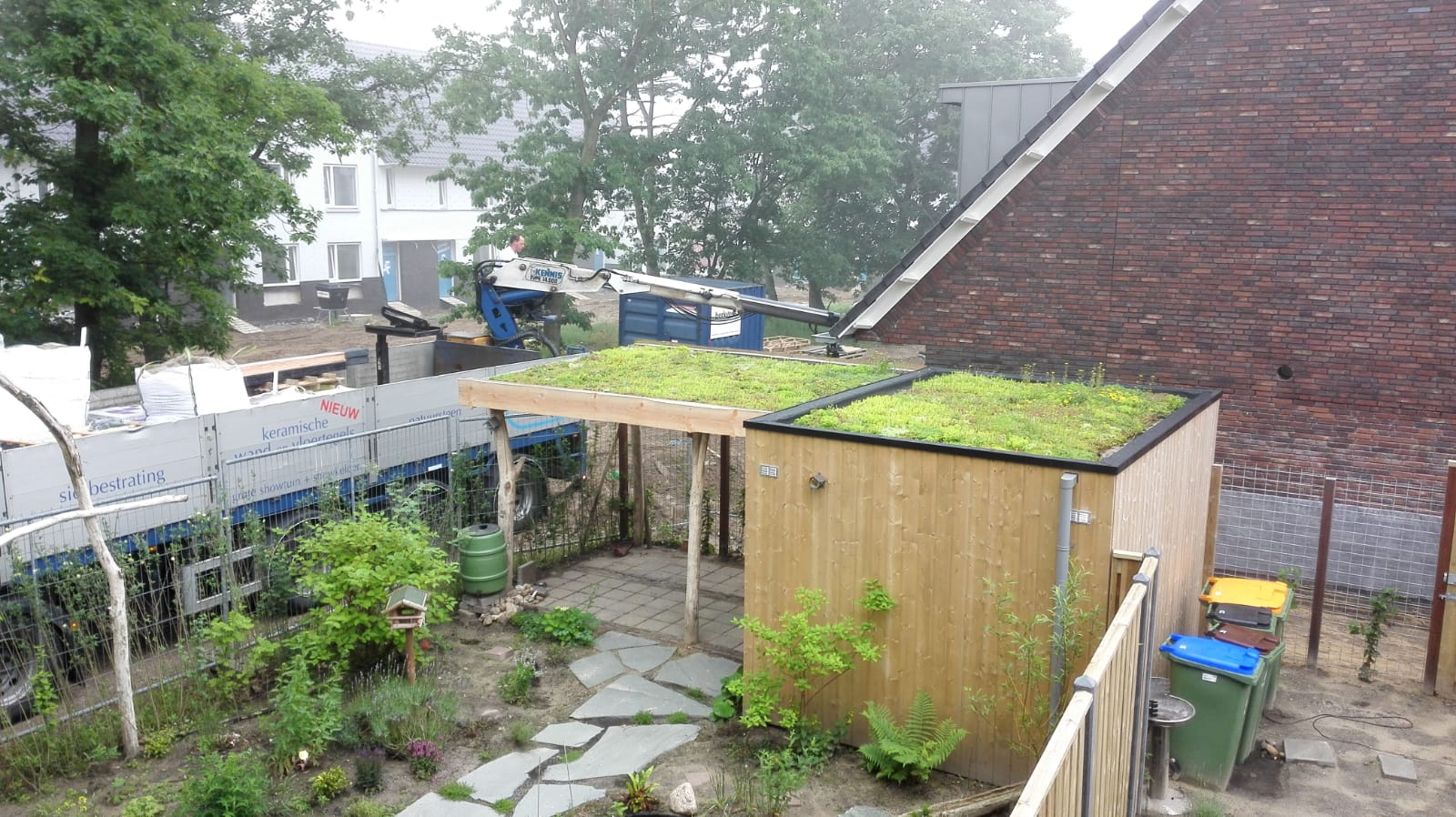
Sedumdak bij particulier woonhuis op schuur en afdak

In het laatste decennium van de vorige eeuw zijn de moderne versies van dergelijke daken sterk in opkomst geraakt. Sinds die tijd is in Nederland naar schatting zo'n 10 miljoen vierkante meter dak bedekt met begroeiingen. De techniek die hiervoor gebruikt wordt is niet meer te vergelijken met de werkwijzen uit het verleden. Grasplaggen en boomschors hebben plaats gemaakt voor duurzamere, moderne materialen. Hierdoor kunnen begroeiingen relatief licht in gewicht uitgevoerd worden, beginnend bij zo'n 40 kg/m² (waterverzadigd gewicht).
Inmiddels zijn er diverse richtlijnen en handboeken uitgebracht door erkende instellingen, die aanwijzingen geven over de te gebruiken materialen (voor zowel dakbedekking als dakbegroeiing), ontwerprichtlijnen inclusief bouwkundige detailleringen en praktijkrichtlijnen voor correcte verwerking op het dak. Ook voor aanpalende vakgebieden, zoals dakbestratingen, zijn dergelijke richtlijnen opgesteld. Medio 2012 is de NEN-normcommissie ‘Begroeide Daken’ in het leven geroepen. De commissie heeft als doel een norm te ontwikkelen voor prestatie-eisen, functionele eisen en toetsingsmethoden van bouwwerkbegroeiing, te beginnen bij begroeide daken. Naar verwachting zal de norm in 2016 gereed zijn. In 2017 kwam de NTA 8292 uit. In 2020 is het vernieuwde praktijkboek multifunctionele groene daken en gevels verschenen.

## Opbouw
Een groen dak kent een standaard opbouw, uitgedrukt in functionele lagen:
- een 2-laags waterdichte en wortelbestendige dakbedekking;
- beschermlaag tegen mechanische beschadigingen van de dakbedekking;
- drainagelaag van bijvoorbeeld kunststof of mineralen;
- filterlaag;
- substraatlaag (groeimedium);
- vegetatielaag.

Voor platte en licht hellende daken met een hellingshoek tot 15 graden zijn er ook groendaktegels te verkrijgen. Dit zijn gerecycled kunststof tegels waar de gehele opbouw van een groen dak in zit. Deze groendaktegels zijn eenvoudig met een kliksysteem aan elkaar te klikken. De groendaktegels zijn ideaal om een groen dak te realiseren op een bestaand dak. Een groen dak kan alleen geplaatst worden op een goed afwaterend en waterdicht dak. Is het dak niet wortelwerend (bijvoorbeeld van bitumen) dan is het aan te bevelen om eerst een wortelwerende laag aan te brengen. Ter bescherming van de dakbedekking is het aan te raden om een beschermlaag onder de groendaktegels te gebruiken. 
Verschillende systemen kennen verschillende samenstellingen van materialen, waarbij soms verschillende functies in één fysieke laag worden samengevoegd. Dit is het verschil tussen functionele en fysieke lagen.

## Extensief groendak

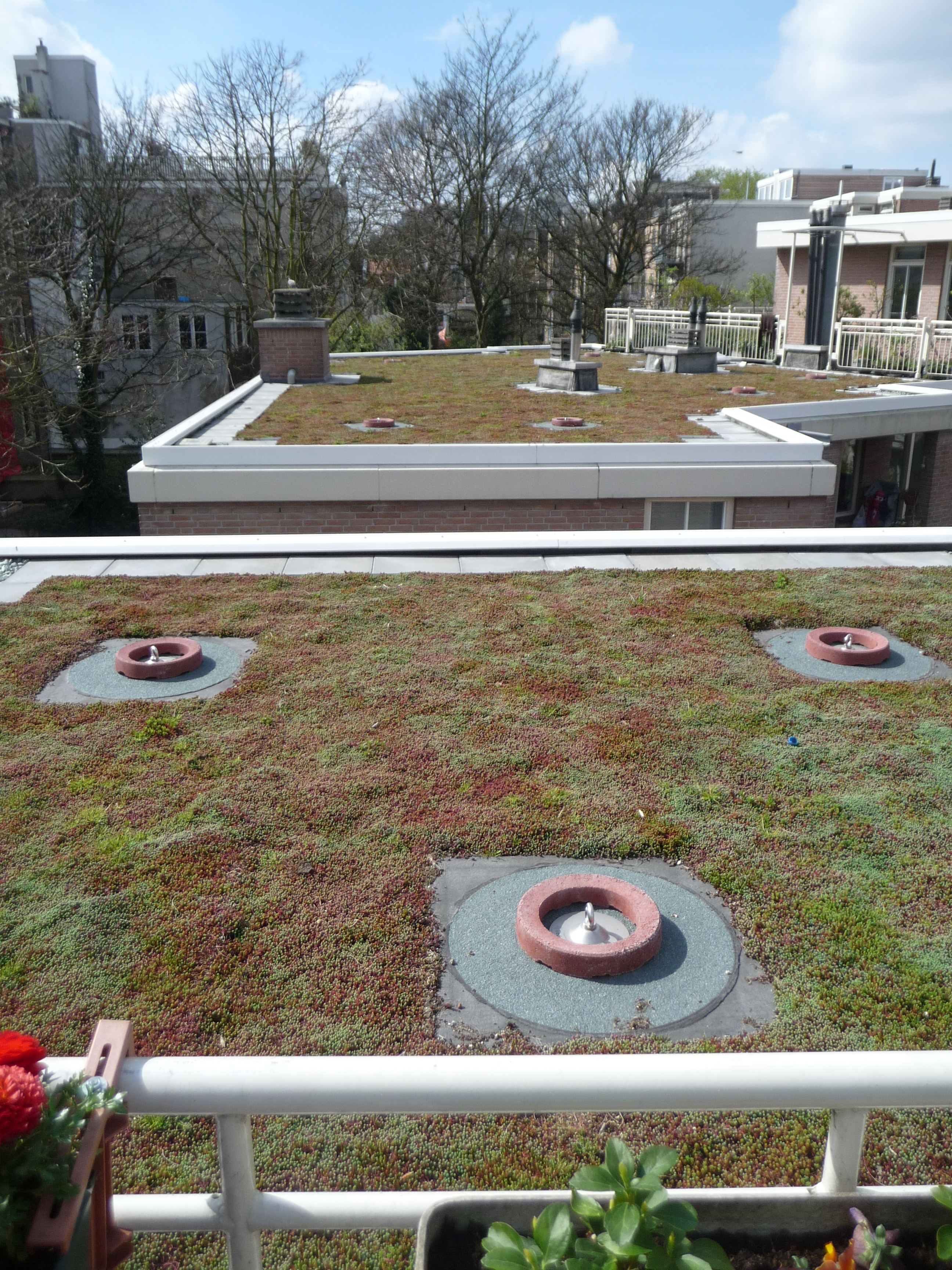
Sedumdak op De Halve Wereld (Amsterdam)

Verzamelnaam voor sedum-, mos-, gras- en kruidendaken. De dikte van de groendak-opbouw bedraagt hierbij maximaal 15 cm en de hoogte van de begroeiing maximaal 50 cm. De begroeiing ontwikkelt zich tot een min of meer ecologisch stabiele plantengemeenschap die zichzelf in stand kan houden met een minimum aan onderhoud.

### Sedumdak
De begroeiing bestaat uit een klein soort vetplant in verschillende kleuren die gecombineerd kan worden met mos. Sedumdaken kunnen in principe licht uitgevoerd worden; een substraatlaag van 3 cm kan voldoende zijn.

### Groendaktegels
De groendaktegels bestaan uit gerecycled kunststof tegels die gevuld zijn met de opbouw voor een groen dak. De begroeiing bestaat uit verschillende soorten sedum. De groendaktegels zijn voor minimaal 95% begroeid als ze worden geleverd. De groendaktegels zijn er in verschillende afmetingen en gewichten.

### Kruidendak
Verschillende combinaties van grassen en kruiden, vaak met een basis van sedum. De natuurlijke bedekking is relatief licht van gewicht, al naargelang de samenstelling.

### Grasdak
Een grasdak vereist een voedingslaag van minimaal 12 cm bij een plat dak en minimaal 15 cm bij een hellend dak. Deze belasting maakt een sterkere dakconstructie noodzakelijk.
Grasdaken en gazondaken zijn twee verschillende typeringen, ook al hebben ze soms dezelfde begroeiing. Een grasdak is bedoeld als een natuurlijke bedekking van het dak, terwijl een gazondak bedoeld is als gazon waar men op kan recreëren. Vanwege de 'betredingsfunctie' van een gazondak is een speciale dakbegroeiingsconstructie noodzakelijk en wordt gazondak gerekend tot de intensieve groendaken.

## Intensief groendak

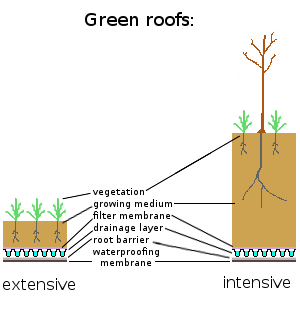
Extensief vs intensief groen dak

Daktuin met een opbouwhoogte van meer dan 15 cm dikte. De begroeiing kenmerkt zich door de aanwezigheid van struiken en bomen eventueel in combinatie met gazon en/of bodembedekkers. Deze begroeiing maakt het noodzakelijk intensief onderhoud te plegen voor de instandhouding van de beplanting. Dit onderhoud bestaat uit water geven, snoeien, bemesten, onkruid wieden, enzovoorts, vergelijkbaar met een 'normale' tuin.

## Ecodak
Het idee van ecodaken, ook wel eco-productive roofs genoemd, is ontstaan bij ecoloog Carolina Forero, werkzaam bij de Pauselijke Javeriana Universiteit. Tegenwoordig is zij werkzaam bij de Catalina Muños Foundation waar zij de bewoners zelf leert de ecodaken te implementeren. Haar aanpak merkt zich door de gemeenschapsgerichtheid, tegenovergesteld van een top-downaanpak die vaak wordt gehanteerd bij bedrijven. 
De groene daken bestaan uit een golfplatendak voorzien van gerecyclede flessen met een metalen goot met een plastic bak en een irrigatiesysteem voor droge periodes. Zij omvatten een grootte van 2,8 x 0,9 meter en worden samen een functional unit genoemd. Elke unit wordt voorzien van aarde met daarin gewassen. Deze gewassen nemen veel regenwater op. Het overtollige regenwater dat niet kan worden opgenomen wordt opgeslagen in de plastic bakken. In plaats van dat het overtollige regenwater naar de straat of het riool gaat, wordt dit regenwater opgeslagen en in periodes van droogte gebruikt voor irrigatie.

## Duurzaamheid
Groene daken bieden voordelen op het gebied van duurzaamheid, milieu en belevingswaarde. De aanschafkosten zijn hoger, maar daar staat tegenover dat de dakbedekking langer meegaat dan bij een traditioneel dak en daarna gerecycled kan worden. De voordelen zijn het grootst bij een 'zwaar' dak, zoals een grasdak met dikke substraatlaag of bij een daktuin. 
In veel gemeentes wordt er subsidie afgegeven als er een groen dak wordt gerealiseerd vanwege de waterbuffering van het groendak. Door deze waterbuffering wordt het gemeentelijk riool ontlast. 